# 424 aC
El 424 aC va ser un any del calendari romà prejulià. Era l'any 330 ab urbe condita o de la fundació de Roma. L'ús del nom «424 aC» per referir-se a aquest any es remunta a l'alta edat mitjana, quan el sistema Anno Domini va ser el mètode de numeració dels anys més comú a Europa.

## Esdeveniments
- Esparta derrota Atenes a Megara
- Estrena d'Els Cavallers d'Aristòfanes. Era una crítica desenfrenada a Cleó, un dels homes més poderosos de l'antiga Atenes. Va endur-se el primer premi a les Lenees.[2]
- A la Guerra del Peloponnès l'atenenc Nícies va ocupar l'illa de Citera, i des d'allà va atacar la costa de Lacònia.[3]
- Hermòcrates de Siracusa va ser nomenat pel senat delegat al congrés general de ciutats gregues de Sicília que es va fer a Gela l'estiu d'aquell any. Tucídides, que li fa pronunciar un llarg discurs, atribueix a la seva influència la decisió dels reunits de resoldre els problemes mitjançant una pau general.[4]
- L'historiador Tucídides va ser nomenat estrateg, i el van enviar a les costes de Tràcia amb una esquadra de set naus.[5]
- A Roma es van elegir aquell any quatre tribuns amb potestat consular: Api Claudi Cras, Espuri Nauci Rútil, Luci Sergi Fidenat i Sext Juli Jul.[6]

## Naixements
- Cir el Jove, príncep persa fill de Darios II. Va ser sàtrapa de Frígia Major, Lídia i Capadòcia.[7]

## Necrològiques
- Artaxerxes I de Pèrsia, successor de Xerxes I.[8]